# 土井さくら
土井 さくら（どい さくら、現姓：星野、1995年3月28日 - ）は、日本の元女子バレーボール選手である。

## 来歴
秋田県秋田市出身。2人姉弟の長女。小学3年のころに、体験してみて楽しかったためバレーボールを始めた。
2009年12月に開催されたJOCジュニアオリンピック杯では、秋田県チーム代表の主将として出場し、予選グループ戦敗退ながらJOC・JVAカップとオリンピック有望選手賞を獲得した。土井は「期待されているという賞なので非常にうれしい」と語っている。同年には中学生選抜チームとして、韓国遠征に参加した。
高校は進学校であったためバレーボールでの全国大会出場はならなかったが、2011年8月にトルコのアンカラで開催された世界ユース選手権に出場し、エースとして7位入賞を果たした。
2012年、ジュニア日本代表に選出され、第16回アジアジュニア選手権に出場した。
2013年に筑波大学に進学。同年度の全日本代表に選出された。6月ブルノで開催された第17回世界ジュニア選手権に出場。28年ぶりとなるチーム準優勝に貢献した。
2014年7月に開催された東アジア地区バレーボール選手権大会では、ユニバーシアード代表候補で編成された日本代表のメンバーとして出場し、優勝に貢献した。
2016年、4年時にチームの主将に就任し、全日本大学選手権大会（全日本インカレ）で筑波大学の準優勝に貢献し、自身も敢闘選手賞を受賞した。2016/17シーズン、V・プレミアリーグに所属する日立リヴァーレの内定選手となった。2017年、大学卒業後に、日立リヴァーレに入団した。
2017年7月、V・サマーリーグ東部大会ではフレッシュスター賞を獲得した。入団1シーズン目となる2017/18シーズン、V・プレミアリーグに出場し、Vリーグデビューを果たした。
2020年、2019-20シーズン終了をもって現役を引退した。現役引退後、大成女子高等学校のコーチを経て、2021年、地元の秋田県立由利高等学校の女子バレーボール部監督に就任した（保健体育科教諭にも同時に就任）。

## 人物・エピソード
- 豊かなジャンプ力と強烈なスパイクが持ち味である[17]。
- 2022年8月に結婚している[2]。

## 所属チーム
- 秋田市立高清水小学校（高清水スポーツ少年団）[1]
- 秋田市立将軍野中学校[1]
- 秋田県立秋田北高等学校
- 筑波大学（2013-2017年）
- 日立リヴァーレ #15（2017-2020年）

## 球歴
- 日本代表：2013年
- ジュニア日本代表
  - 世界ジュニア選手権 - 2013年
  - アジアジュニア選手権 - 2012年
- ユース日本代表
  - 世界ユース選手権 - 2011年

## 受賞歴
- 2012年 秋田市スポーツ賞：特別賞[18]
- 2016年 全日本大学選手権大会：敢闘選手賞
- 2017年 V・サマーリーグ東部大会：フレッシュスター賞

## 個人成績
Vプレミアリーグレギュラーラウンドにおける個人成績は下記の通り。
| シーズン | 所属 | 出場 | 出場   | アタック | アタック | アタック | アタック | ブロック | ブロック | サーブ | サーブ | サーブ | サーブ | レセプション | レセプション | 総得点 | 備考 |
| -------- | ---- | ---- | ------ | -------- | -------- | -------- | -------- | -------- | -------- | ------ | ------ | ------ | ------ | ------------ | ------------ | ------ | ---- |
| シーズン | 所属 | 試合 | セット | 打数     | 得点     | 決定率   | 効果率   | 決定     | /set     | 打数   | エース | 得点率 | 効果率 | 受数         | 成功率       | 総得点 | 備考 |
| 2017/18  | 日立 | 6    | 6      | 0        | 0        | 0.0%     | %        | 0        | 0.00     | 9      | 2      | %      | 19.4%  | 0            | 0.0%         | 2      |      |
| 2018/19  | 日立 |      |        |          |          | %        | %        |          |          |        |        | %      | %      |              | %            |        |      |